# 奈替米星
奈替米星（英語：Netilmicin）是一种半合成的氨基糖苷类抗生素，对需氧革兰阴性杆菌有强大抗菌活性，抗菌谱与庆大霉素相似，对大肠埃希菌、铜绿假单胞菌、吲哚阴性和阳性变形杆菌、克雷伯杆菌、不动杆菌、枸橼酸杆菌，以及沙雷杆菌和肠杆菌的部分菌株有良好的抗菌作用。对于结核杆菌、非典型性分枝杆菌和金黄色葡萄球菌（产酶和不产酶株）也有良好的抗菌作用。